# Canarium venosum
Canarium venosum är en tvåhjärtbladig växtart som beskrevs av William Grant Craib. Canarium venosum ingår i släktet Canarium och familjen Burseraceae. Inga underarter finns listade i Catalogue of Life.